# Karl Blom (rotesoldat)
Karl Blom, född Karl Andersson Blomqvist 27 mars 1795 i Brönnestads socken, död 28 maj 1877 i Riseberga socken, var en svensk rotesoldat och korpral vid Norra skånska infanteriregementet. Han tjänstgjorde under Sjätte koalitionskriget och fälttåget mot Norge 1813–1814, och deltog i flera av de mest avgörande slagen i Europas historia, däribland Leipzig 1813. Efter sin militära karriär levde han som torpare i Riseberga socken, där han bildade en familj utanför äktenskapet.

## Barndom och uppväxt
Fadern var urmakaren Andreas Blomqvist som född cirka 1750 baserat på att han var 75 år när han avled 9 februari 1825. Andreas kallas urmakare 1791 , urmakare mäster 1795 och (kring)vandrande urmakare från och med 1799. Att han bar titeln "mäster" visar att han var utbildad och erkänd inom sitt hantverk, vilket normalt innebar att han hade rätt att ta emot gesäller och driva egen verkstad. Det innebär också att han bör genomfört gesällprov och erhållit mästarbrev, men något sådant har ej återfunnits.
Modern var Kjersti Bengtdotter från Konga socken. Hennes åldersangivelser:
- 6 nov 1801, 35 år.[7]
- 11 februari 1809, 43 år.[8]
- 5 maj 1827, 61 år.[9]

Detta innebär att hon föddes någon gång mellan 7 november 1765 och 11 februari 1766 i Konga nr 7 som dotter till Bengt Eskelsson och hustru Ingeborg Svensdotter. Konga prästgård brann 1820 och kyrkoarkivet förstördes så forskning i denna och Asks socken måste göras med stöd av mantalslängder primärt. År 1789 bor hon som dotter med sin mor och syster i fattighuset i Konga enligt mantalslängder, men 1790 är hon inte längre kvar där. 22 juni 1791 föds hennes första barn och hon är då hustru till Andreas Blomqvist. vilket innebär att de gifter sig cirka 1790.
Familjen levde ett kringvandrande liv, vilket speglas i att barnen föddes i olika socknar i Skåne. Denna rörlighet var inte ovanlig för hantverkare under det tidiga 1800-talet, särskilt inom yrken som urmakeri. Urmakaryrket var ett av de mer specialiserade hantverken men efterfrågan på urmakartjänster var begränsad på landsbygden, och många hushåll hade endast enstaka klockor som behövde underhållas snarare än ersättas. Urmakare tvingades därför ofta resa mellan socknar och gårdar för att hitta arbete. Familjen levde under otrygga boendeförhållanden, vilket var vanligt bland kringvandrande hantverkare. Barndödligheten var i genomsnitt cirka 17 % i Sverige år 1820 , men i Karl Bloms familj avled sannolikt fem eller sex av åtta syskon i unga år – vilket är avsevärt högre än riksgenomsnittet. 
Syskon:
| Namn          | Född         | Plats                  | Övrigt |
| Helena        | 22 juni 1791 | Bosarps socken         | Levde till vuxen ålder. Piga och inhyses i flera socknar.                                                                    |
| Karl          | 27 mars 1795 | Brönnestad socken      | Levde till vuxen ålder. |
| Christian     | 6 maj 1799   | Torraröd, Färingtofta  | Avled 15 maj 1799 av okänd sjukdom.                                                                                          |
| Lars          | 28 maj 1800  | Rägnaröd, Färingtofta  | Avled 8 feb 1801 i Färingtoftahus, Färingtofta av okänd sjukdom.                                                             |
| Christian (2) | 6 nov 1801   | Lillasäte, Höör        | Moderns ålder 35 år. Exakt öde okänt.                                                                                        |
| Lars (2)      | 7 mars 1804  | Våtseröd, Hallaröd     | Avled samma dag, nöddöpt av fadern.                                                                                          |
| Gustaf        | 13 dec 1807  | Ljung, Riseberga       | Avled 29 dec 1807 av okänd sjukdom.                                                                                          |
| Bengt         | 11 feb 1809  | Brandsberga, Riseberga | Moderns ålder 43 år. Exakt öde okänt. Han omnämns cirka 1822-24 som son till Kjersti vilket kan tolkas som att han lever då. |

Systern Helena Andersdotters (1791) utomäktenskapliga barn:
| Namn    | Född        | Plats                                                  | Fader angiven       | Övrigt                                                                              |
| Per     | 2 feb 1818  | Hägnadehus, Kågeröd. Inhyses hos rotesoldat Karl Blom. | Husaren Per Pålsson | Avled 13 feb 1818 av oangiven sjukdom.                                              |
| Johanna | 29 dec 1820 | Samma som ovan.                                        | Nej                 | Johanna Larsdotter avled 20 maj 1838 i Björnekulla 8, Björnekulla socken av koppor. |

Endast Helena och Karl är med säkerhet kända för att ha levt till vuxen ålder. Helena är den första som verkar blivit skattskriven någonstans då 1810 i Riseberga som pigan Helena Blomqvist. Hon flyttar in i Hägnade Rotehus som inhyses 1815 flyttar ut 1822. Hon avlider skattskriven som inhyses piga 7 maj 1827 i Nygård i Kågeröd.  Helenas dotter Johanna avlider år 1838 barnlös i Björnekulla och därmed är Helenas släktgren utdöd. 
Fadern och modern finns upptagna i en mantalslängd från 1816 som inhysta i sonens soldatbostad i Hägnade rotehus. Här finns även dottern Helena också nedskriven men inga andra barn, vilket tyder på att Christian (1801) och Bengt (1809) avled unga även de.
Modern Kjersti Bengtsdotter bär sina barnbarn Per (1818) och Johanna Larsdotter 3 januari 1821 till sina dop. Hon är vid båda tillfällena boende i Hägnadeshus i Kågeröd. Hon bosätter sig i fattighuset i Konga socken Bosättningen här kan mycket väl sammanfallit med att dottern Helena flyttade ut 1822. Kjersti avlider av kolik 5 maj 1827 61 år gammal på samma plats.
Fadern, den kringvandrande urmakaren Andreas Blomqvist avlider 9 februari 1825 i Uglaboden i Kågeröd 75 år gammal av ålderdomsbräcklighet, han föddes således cirka 1750.. Hans står ej som urmakare 1816, 1818 eller 1820 i mantalslängder eller när barnbarnen Per och Johanna föds. Detta kan innebära att han inte verkade som urmakare när han var inhyses hos sin son men fick återgå till yrket efter att han lämnat rotehuset. 

## Soldat vid Norra skånska infanteriregementet

### Kågeröds kompani (1812–1816)
Karl Andersson Blomqvist deltar på rekryteringsmönstringen för Kågeröds kompani av kungliga skånska norra roteringsregementet  den 13 februari 1812 i Möraps socken. Han var 17 år, fem fot och två tum lång, ogift och hade urmakare som hantverk. Han och en blivande kollega vid namn Jöns Svensson, 42 år gammal approberades båda två och tilldelades till roten Knutstorps gård i Kågeröd. Jöns fick kompaninummer 21 och Karl nummer 22. Kompaniet som hade tilldelats 153 nummer totalt och efter denna dag hade de 22 vakanser, antalet munderingar var dock bara 62 klara. Kågeröds kompani tillhörde regementets första bataljon. Regementet hade upprättats 10 dec 1811  och detta innebar att första tiden präglades av snabb rekrytering utan att all materiel fanns färdigställda. Regementet hade 1240 nummer och lyckades inledningsvis rekrytera 1014 man, men dock bara med 602 färdiga munderingar.
Karl Bloms första år i armén sammanföll med Sveriges deltagande i det sjätte koalitionskriget mot Napoleon. Han deltog i fälttåget i Tyskland 1813, där Norra skånska Infanteriregementet ingick i den svenska armékåren i Nordarmén under kronprins Karl Johans befäl. Karl var då endast 18 år gammal. 
Karl bevistade fältslagen under det fälttåget:
- Slaget vid Grossbeeren (23 augusti 1813): Svenska trupper deltog i försvaret av Berlin mot marskalk Oudinots franska styrkor.

- Slaget vid Dennewitz (6 september 1813): Ett blodigt slag där svenska trupper bidrog till att hejda marskalk Neys framryckning.

- Slaget vid Leipzig (16–19 oktober 1813): Var det största slaget i Europa före första världskriget.

Efter återkomsten till Sverige deltog Karl i fälttåget i Norge 1814, då Sverige genomdrev unionen med Norge efter att Danmark tvingats avträda landet i Kieltraktaten. Norra Skånska Infanteriregementet deltog i den svenska invasionen av Østfold och Akershus. Karl Blom kan ha varit med vid belägringen av Fredrikstens fästning eller i de fältslag som utkämpades vid Rakkestad och Kjølberg bro. Fälttåget var kort men intensivt och avslutades med konventionen i Moss 14 augusti 1814, där Norge accepterade unionen med Sverige. 
I en namnlista över Kågeröds kompani upprättat 31 januari 1815 kan man utläsa följande:
- Sex man dog under fälttåget i Tyskland.
  - 81 Jon Fri, död 6 december 1813 i Potsdam.[48]
  - 106 Per Persson Ask, död 18 januari 1814 i Friedrichsorts fästning.[48]
  - 141 Sven Johansson Munts, död 18 januari 1814 i Friedrichsorts fästning.[49]
  - 24 Seved Andersson Ulm, död 6 mars 1814 i Hannover.[50]
  - 54 Hans Nilsson Svärd. död 6 mars 1814 i Potsdam.[51]
  - 84 Johan Christiansson Sars, död 27 maj 1814 i Charneux.[48]
- Två man avskedades under vistelsen i Landskrona, en ytterligare man rymde.
- 17 man hade så kallade "Hast contracter", eller hastkontrakt
- 78 man var fortfarande kommenderade i Norge, Karl Blom var en av dessa, numera kompaninummer 13.[50]
- 37 var hemma i Sverige, Jöns Ström (Svensson) var en av dessa, numera kompaninummer 12.[50]
- Totalt 153 nummer varav tolv vakanser

Ett särskilt dokument från denna tid ger en unik inblick i Karls personliga utveckling. Den 18 mars 1816 skrev regementspastorn Carl Gustaf Trägård ett brev till Kågeröds församling, där han uttryckte oro över att Karl, utan tillräcklig kristendomsundervisning, tagit nattvarden före slaget vid Rhulsdorff (Zehdenick) i Preussen den 15 augusti 1813. Ingen strid vid Rhulsdorff har kunnat beläggas i samtida källor.  

Pastorn beskrev Karl från Borrby socken: 
```
Soldaten vid Kungliga Norra Skånska Infanteri Regementet och Kågeröds Compagnie med No 22 - Carl Blom som bevistat Fältslagen i Tÿskland, Frankrike och Norrige har inte blivit ordentligen beredd till Herrens heliga Nattvard, men begått det fel att han likväl, utan anmälan till mig, gick fram till Nattvarden med Regementet korrt före slaget vid Rhulsdorff i Staden Zedenich i Preußen den 15 augusti 1813. Han är ganska enfaldig i Christendomskunskap, läser mycket stapplande innantill och utantill nästan intet. Icke desto mindre har han under Campagnen fört en stilla, nyckter och ärbar vandel. På det ömmaste rekommenderas han ödmjukeligen hos sin nuvarande Wärde Själasörjare till undervisning i Christendomen at han framdeles måtte till Herrans Nattvard admitteras.  
 
Borrby den 18 mars 1816, Carl Gustaf Trägård, Pastor vid Kungliga Norra Skånes Infanteriregemente.  
 
Mottaget 3 april 1816 av Kågeröds församling.
```

Pastorns brev visar att Karl Blom hade begränsade kunskaper i kristendom vid tiden för fälttåget 1813, medan Karls syster Helena kunde läsa någorlunda utantill och förstod enfaldigt Luthers katekes enligt Riseberga församling vid ungefär samma tid som Karl.

### Rönnebergs kompani (1816–1837)
Exakt när Karl flyttade in i sin bostad är oklart eftersom han ej var skattskriven någonstans och ej följdes upp i några husförhör liksom hans mor och far. Detta löstes genom att Kågeröd mottog födelsebevis för honom från Brönnestad socken den 14 maj 1816.. Kort efter skrev Kågeröds församling en inflyttningsattest då blev Karl skattskriven i socknen och upptas i husförhör: 
```
"Extra roteringssoldaten Carl Blom, boende här i socknen, är född uti Brönnestads socken den 27 mars 1795 och är till levernet välfrejdad. Attest av Kågeröd de 27 juli 1816."
```

Den 31 juli 1816 i Glumslöv socken genomfördes en rekryteringsmönstring för Rönnebergs kompani eftersom regementet nu hade blivit indelt och inte extra roterat. De extra roteringssoldaterna Jöns Ström och Karl Blom approberades med kompaninummer sju respektive åtta som ordinarie rotesoldater. Deras rote var fortfarande Knutstorp i Kågeröd som nu benämns som Knutstorps säteri.Antalet nummer regementet hade minskat jämfört tidigare och Karls kompani hade numera endast 100 nummer jämfört med 153 tidigare.
Han approberades vid flera generalmönstringar under 1810- och 1820-talen och var fem fot och nio rum lång vilket motsvarar cirka 171 cm.  Han befordrades någon gång mellan 1819 och 1822 till korpral, den högsta graden en indelt soldat kunde nå.
Trots sin befordran dömdes Karl i december 1822 till 25 prygelstraff för slagsmål och fylleri, vilket kan ha påverkat hans militära karriär. I husförhörslängder från 1830 står han åter som rotesoldat efter att tidigare stått som korpral. Den 20 juni 1831 närvarade han ej vid generalmönstringen på grund av kommendering till ön Ven, och vid generalmönstringen 1837 begärde och beviljades han avsked efter 25 års tjänst.

#### Soldatbostadenvid Hägnade Rotehus under Knutstorp
- Systern Helena Andersdotter flyttar in i soldatbostaden 1815 som benämns som Rotehus under Knutstorp.[16][17]
- Kollegan Jöns Ström flyttar också in 1815 enligt Kågeröd husförhör, där bostaden benämns Rotehus. Både Helena och Jöns Ström med familj står under Rotehus vilken troligen innebär att "Rotehus" består av minst två soldatbostäder.[17]
- Mantallsängder 1817-1820 bekräftar att både rotesoldat Ström och Blom är skrivna i Rotehus som placeras under Ekeshus.[63][64][65][66]
- När Per (1818)[31] och Johanna (1820)[32] föds här kallas platsen "Hägnadehus".
- När soldat Nils Ströms son Per föds här 11 januari 1825 kallas platsen "Hägnade Rotehus".[67]
- I församlingsboken 1944-1950 står det bredvid fastighetsbeteckningen Knutstorp 5:15 "Hägnadehus".[68]

## Familjeliv

### Soldatliv i Kågeröd
Korpralen Karl Blom gifte sig 22 juni 1822 i Kvidinge socken med Kersti Rosengren född 24 juni 1799 Kropps socken. Samma år så flyttar hans syster Helena (sannolikt också hans föräldrar) ut från Hägnade Rotehus. Paret levde i Hägande Rotehus men äktenskapet var barnlöst. År 1831 flyttar hustrun Kjersti till Kvidinge socken men återkommer 1833. Medan hon var borta så har Karl umgåtts med pigan Bengta Jönsdotter född 1808 som är boende i Tostarp i Riseberga socken nära regementets övningsfältet Ljungbyhed i samma socken. Deras första barn föds september 1833 i Riseberga. Två barn till föds i maj 1835 respektive 1837 och således måste Bengta måste blivit gravid i augusti-september åren innan.  
Kort efter hans avsked 1837 lämnar han Kågeröd. Han står kvar i Rotehus men som frånvarande. Hans hustru Kjersti Rosengren står kvar i socknen, men med en anteckning om att maken vistas på okänd ort. Det finns inget som tyder på att Karl formellt meddelade sin avflytt eller sin hustru utan bosatte sig i Riseberga efter att ha lämnat Kågeröd utan att formellt upplösa sitt äktenskap. Kjersti Rosengren flyttar till Nygård i Kågeröd 1839. Inte förrän 1850 så får församlingen från "trovärdiga personers utsago" veta att Karl lever i kokubinat med en kvinna i Riseberga med vilken han har flera barn. Äktenskapet med Kjersti verkar dock inte upplösas av den informasationen. Hon avlider här 19 juni 1852 av bröstsjukdom.

### Torparliv i Riseberga
Karl Blom kom att stå som ägare till ett hus i Sjöleden i Riseberga socken från omkring 1839 (Senast 1842) till 1860. Under denna tid föddes flera av hans barn med pigan Bengta Jönsdotter (f. 1808), och familjen levde där tillsammans. Bengta står som fattighjon. År 1860 uppges han som ägare till ett torp under Brandeborg 2, även det i Riseberga socken. Källorna anger olika platser, vilket gör det svårt att avgöra om det rör sig om en flytt.. Sjöleden och Brandeborg 2 gränsar geografiskt till varandra.  
Konkubinat med Bengta Jönsdotter
Karl och Bengta fick minst åtta barn tillsammans, samtliga födda utom äktenskap. Faderskapet erkändes i vissa fall, men inte i alla. Barnen växte upp i ett hem som saknade kyrklig välsignelse, men där fadern ändå var närvarande. 
| Namn         | Född        | Plats                    | Fader angiven                                          |
| Hedvig       | 15 sep 1833 | Tostarpshus, Riseberga   | Nej. Hennes efternamn i vuxen ålder blir Blom.         |
| Johanna      | 28 maj 1835 | Samma som ovan           | Ja                                                     |
| Johannes (1) | 8 maj 1837  | Råröd, Riseberga         | Nej                                                    |
| Botilla      | 19 dec 1839 | Sjöledens hus, Riseberga | Ja                                                     |
| Helena       | 11 aug 1841 | Samma som ovan           | Ja                                                     |
| Johannes (2) | 14 dec 1845 | Samma som ovan           | Ja                                                     |
| Olof (Elof)  | 5 jan 1848  | Samma som ovan           | Nej. Hans första efternamn blir Blom, senare Karlsson. |
| Gustaf       | 8 juni 1850 | Samma som ovan           | Ja (indirekt)                                          |

Bengta Jönsdotters röst – ett brev till prosten
Bengta Jönsdotter föddes utomäktenskapligt 4 februari 1808 i Debäckshuset under Ljungby i Riseberga socken under fattiga förhållanden. Hon var piga när hon inledde sitt förhållande med Karl Blom, och levde därefter som flerbarnsmor utan att någonsin bli hans hustru, inte ens efter att hans vigda hustru avled 1852.  

Ett brev från 1850 beskriver Bengta Jönsdotters situation, i samband med födelsen av sonen Gustaf skrev hon till prosten i Riseberga, där hon vädjade om att barnet skulle få döpas, eftersom fadern – Karl Blom – inte tagit något ansvar. Brevet är skrivet med enkel men innerlig prosa, och återges här nästan i sin helhet: 
```
"Högvördige prost!  

Som jag nu är i ett dåligt och uselt tillstånd i avseende att jag har fött till världen ett litet gossebarn vars fader är Karl Blom som inte på minsta sätt vill draga omsorg för att detta vårt barn kan få kristendom, så nödgas jag att skriva och beder härigenom ödmjukast om högvördige prosten vill vara så god och låta vårt lilla, som oskyldigt kommit till världen, men så kristendom och bliven med kristlig församling om barnets namn och när det avfört given denna min upplysning.  

Och jag beder allra ödmjukast om största bästa försorg för att jag tog mig den dristighet att skriva till högvördige prosten om en sådan sak, men jag nödgades då till ty jag var ur stånd att få någon till att gå till prosten till allas sak att barnets far borde utgjort denna hövlighet då inget hinder vore i vägen utan blott en liknöjdhet och mycket att gå dit till.  

Sjöledens hus, 17 juni 1850 Bengta Jönsdotter" 
```

Gustaf döptes 23 juni en knapp vecka efter att brevet signerats.

## Ålderdom och ättlingar
År 1863 markerar en tydlig brytpunkt i Karl Bloms liv, Bengta Jönsdotter flyttar då med de yngsta barnen till Nybäck under Ljungby 5, där hon skrivs som inhyses. Karl själv försvinner ur husförhörslängderna som torpägare och återfinns inte längre i något hushåll. Han står därefter kvar i Kågeröds kyrkböcker som "gratialist" – en pensionerad soldat – 24 oktober 1868 men med anteckningen att han vistas i Riseberga socken. Hans exakta bostadsort är dock inte känd.
Krav för att bli en klass 4 gratialist (de högre klasserna kräver en skada i tjänsten av olika grader):
- Minst 30 tjänsteår eller
- Varit kommenderad i fält och genom sjuklighet eller andra åkommor vara i behov av understöd
- Uppnått 50 års ålder

Detta innebar att han som gratialist fick ut ett årligt belopp på 15 riksdaler.
Karl Bloms död
Karl Blom avled den 28 maj 1877 i Riseberga socken och begravdes den 3 juni. I dödboken anges att han vistats i socknen i cirka 30 år, men ingen exakt plats anges. Han blev 82 år gammal. I Kågeröds dödbok noteras att han dog i Onsjö häradsdel (där Hägnade Rotehus låg), vilket bekräftar att han aldrig återvände till sin tidigare hemförsamling. Det finns inga källor som styrker att han följde med Bengta till Nybäck, det enda som med säkerhet kan fastställas är att han förblev i Riseberga socken fram till sin död. 
Bengta Jönsdotter levde kvar i Nybäck under Ljungby 5 som inhyses från 1863 fram till sin död den 23 juli 1889 efter att ha uppfostrat flera barn utan att vara gift.
Barnens vidare öden
Flera av Karl och Bengtas barn levde till vuxen ålder och bildade egna hushåll.  
| Namn              | Född–Död  | Familj                                                                 | Övrigt                                                       |
| Hedvig Blom       | 1833–?    | Okänt om hon gifte sig eller fick barn                                 | Flyttade till Köpenhamn från Landskrona stad 1855, öde okänt |
| Johanna Blom      | 1835–1911 | Fick ett barn utom äktenskap, senare gift och mor till flera barn      | Avled i Smålanden 2, Riseberga, av kräfta.                   |
| Johannes          | 1837–1842 | Inga barn.                                                             | Dog som barn av okänd anledning.                             |
| Botilla Karlsson  | 1839–1926 | Flera barn utom äktenskap, ett nådde vuxen ålder                       | Avled i Ljungby 5, Riseberga, av ålder                       |
| Helena Karlsson   | 1841–1884 | Ett barn utom äktenskap, senare gift och mor till ytterligare ett barn | Dog i barnsäng i Ljungby 5                                   |
| Johannes Karlsson | 1845–1913 | Gift, far till flera barn                                              | Torpare i Tostarp 1, Riseberga                               |
| Olof Karlsson     | 1848–1918 | Gift, far till flera barn                                              | Åbo i Norra Össjö 3, Hishult i Halland                       |
| Gustaf Karsson    | 1850–1875 | Ogift, inga kända barn                                                 | Dräng, dog av lungsot i Riseberga                            |

Flera av barnen blev torpare, pigor eller arbetare. Några dog unga, andra levde långt in på 1900-talet. Dottern Botilla levde längst – hon avled 1926, 87 år gammal. Genom dessa barn levde Karl Bloms släkt vidare i Riseberga och på andra håll i Skåne och Halland. 

### Sammanfattning
Karl Bloms liv skiljer sig från många samtida rotesoldaters genom flera dokumenterade omständigheter. Han växte upp i en kringvandrande hantverkarfamilj, vilket innebar att han som barn bodde i ett flertal olika socknar i Skåne. Efter att ha antagits som soldat vid 17 års ålder deltog han i fälttågen i Tyskland och Norge 1813–1814. Under sin militära karriär befordrades han till korpral men dömdes också till prygelstraff, vilket kan ha påverkat hans fortsatta tjänstgöring.
Efter avskedet från armén levde han i Riseberga socken i ett långvarigt samboförhållande med Bengta Jönsdotter, utan att upplösa sitt tidigare äktenskap. Detta registrerades som kokubinat i kyrkböckerna, en samlevnadsform som vid tiden betraktades som otillbörlig av Svenska kyrkan. Trots detta erkände han flera av sina barn och levde med dem i samma hushåll under många år.
Karl Bloms liv är väl dokumenterat i kyrkliga och militära källor. Till skillnad från många andra rotesoldater kan hans liv följas i detalj från barndom till död, genom bevarade husförhörslängder, mantalslängder och generalmönsterrullor.

## Fotnoter
Artikeln bygger på primärkällor från kyrkböcker, mantalslängder och militära rullor.
1. 1 2 3  Brönnestad (L) CI:3 (1773-1827) Bild 370 / sid 32 (AID: v98010a.b370.s32, NAD: SE/LLA/13048)
2. 1 2  Riseberga (L) FI:1 (1862-1892) Bild 163 / sid 159 (AID: v100959.b163.s159, NAD: SE/LLA/13313)
3. 1 2 3  Bosarp (M) CI:3 (1749-1806) Bild 271 / sid 267 (AID: v106421b.b271.s267, NAD: SE/LLA/13040)
4. ↑  ”Skråväsen”. Wikipedia. 2025-05-26. https://sv.wikipedia.org/w/index.php?title=Skr%C3%A5v%C3%A4sen&oldid=57485274. Läst 25 juli 2025.
5. ↑  Mästare – Wikipedia
6. 1 2  Konga (L, M) AI:2 (1821-1824) Bild 26 / sid 41 (AID: v110775.b26.s41, NAD: SE/LLA/13210)
7. 1 2  Höör (M) CI:1 (1795-1844) Bild 410 / sid 36 (AID: v110669a.b410.s36, NAD: SE/LLA/13185)
8. 1 2  Riseberga (L) CI:3 (1795-1820) Bild 1050 / sid 102 (AID: v100947a.b1050.s102, NAD: SE/LLA/13313)
9. 1 2  Konga (L, M) CI:2 (1820-1842) Bild 1800 / sid 351 (AID: v110804a.b1800.s351, NAD: SE/LLA/13210)
10. 1 2 3  ”Introduktion till Ask och Konga databasen”. fridhem.nl. https://fridhem.nl/koask/index.htm. Läst 31 juli 2025.
11. ↑  Byström, Christoffer (2018). Urmakarens undergång : En kulturhistorisk undersökning om urmakeriets utveckling och motgångar under 1900-talet. https://urn.kb.se/resolve?urn=urn:nbn:se:lnu:diva-71015. Läst 25 juli 2025
12. ↑  Urban Lindstedt (8 mars 2023). ”Barnafödandets svenska historia”. Historia Nu. https://historia.nu/historia-nu/barnafodandets-svenska-historia/. Läst 31 juli 2025.
13. 1 2  Riseberga (L) AI:1 (1810-1813) Bild 128 / sid 115 (AID: v100911.b128.s115, NAD: SE/LLA/13313)
14. ↑  Riseberga (L) AI:1 (1810-1813) Bild 184 / sid 170 (AID: v100911.b184.s170, NAD: SE/LLA/13313)
15. ↑  Riseberga (L) AI:2 (1813-1819) Bild 2280 / sid 220 (AID: v100912a.b2280.s220, NAD: SE/LLA/13313)
16. 1 2  Stenestad (L, M) AI:5 (1813-1818) Bild 46 / sid 86 (AID: v112065.b46.s86, NAD: SE/LLA/13366)
17. 1 2 3 4 5 6 7  Kågeröd (M) AI:5 (1813-1819) Bild 1470 / sid 286 (AID: v110863a.b1470.s286, NAD: SE/LLA/13227)
18. 1 2 3 4 5 6  Kågeröd (M) AI:6 (1819-1824) Bild 1560 / sid 299 (AID: v110864a.b1560.s299, NAD: SE/LLA/13227)
19. ↑  Kågeröd (M) AI:6 (1819-1824) Bild 330 / sid 54 (AID: v110864a.b330.s54, NAD: SE/LLA/13227)
20. ↑  Kågeröd (M) AI:6 (1819-1824) Bild 840 / sid 156 (AID: v110864a.b840.s156, NAD: SE/LLA/13227)
21. ↑  Kågeröd (M) AI:7 (1824-1830) Bild 1720 / sid 314 (AID: v110865a.b1720.s314, NAD: SE/LLA/13227)
22. ↑  Kågeröd (M) AI:7 (1824-1830) Bild 1170 / sid 210 (AID: v110865a.b1170.s210, NAD: SE/LLA/13227)
23. ↑  Kågeröd (M) AI:7 (1824-1830) Bild 1880 / sid 346 (AID: v110865a.b1880.s346, NAD: SE/LLA/13227)
24. ↑  Färingtofta (L) CI:2 (1795-1839) Bild 160 / sid 12 (AID: v99084a.b160.s12, NAD: SE/LLA/13100)
25. ↑  Färingtofta (L) FI:1 (1795-1842) Bild 7 / sid 4 (AID: v99092.b7.s4, NAD: SE/LLA/13100)
26. ↑  Färingtofta (L) CI:2 (1795-1839) Bild 200 / sid 16 (AID: v99084a.b200.s16, NAD: SE/LLA/13100)
27. ↑  Färingtofta (L) FI:1 (1795-1842) Bild 8 / sid 5 (AID: v99092.b8.s5, NAD: SE/LLA/13100)
28. ↑  Hallaröd (M) CI:3 (1778-1823) Bild 580 / sid 105 (AID: v109658a.b580.s105, NAD: SE/LLA/13136)
29. ↑  Riseberga (L) CI:3 (1795-1820) Bild 950 / sid 92 (AID: v100947a.b950.s92, NAD: SE/LLA/13313)
30. ↑  Riseberga (L) EI:1 (1795-1839) Bild 270 / sid 23 (AID: v100955a.b270.s23, NAD: SE/LLA/13313)
31. 1 2 3 4  Kågeröd (M) CI:6 (1813-1856) Bild 48 / sid 91 (AID: v110889.b48.s91, NAD: SE/LLA/13227)
32. 1 2 3  Kågeröd (M) CI:6 (1813-1856) Bild 73 / sid 141 (AID: v110889.b73.s141, NAD: SE/LLA/13227)
33. ↑  Björnekulla (L) CI:2 (1778-1845) Bild 1830 / sid 353 (AID: v97920a.b1830.s353, NAD: SE/LLA/13030)
34. 1 2  Mantalslängder 1642-1820 Malmöhus län 1658-1820 (M) 129 (1816) Bild 4490 / sid 2315 (AID: v842512a.b4490.s2315, NAD: SE/RA/55203/55203.12)
35. ↑  Kågeröd (M) CI:5 (1812-1843) Bild 126 / sid 241 (AID: v110888.b126.s241, NAD: SE/LLA/13227)
36. ↑  Björnekulla (L) AI:5 (1828-1838) Bild 103 / sid 98 (AID: v97900.b103.s98, NAD: SE/LLA/13030)
37. ↑  Konga (L, M) AI:3 (1825-1827) Bild 20 / sid 28 (AID: v110776.b20.s28, NAD: SE/LLA/13210)
38. ↑  Kågeröd (M) CI:6 (1813-1856) Bild 116 / sid 227 (AID: v110889.b116.s227, NAD: SE/LLA/13227)
39. ↑  Norra skånska infanteriregementet 1813-1907 (L, M) 62 (1812-1818) Bild 60 (AID: v731062a.b60, NAD: SE/KrA/0129A)
40. 1 2  Norra skånska infanteriregementet 1813-1907 (L, M) 62 (1812-1818) Bild 250 (AID: v731062a.b250, NAD: SE/KrA/0129A)
41. ↑  Norra skånska infanteriregementet 1813-1907 (L, M) 62 (1812-1818) Bild 80 (AID: v731062a.b80, NAD: SE/KrA/0129A)
42. ↑  Norra skånska infanteriregementet 1813-1907 (L, M) 62 (1812-1818) Bild 40 (AID: v731062a.b40, NAD: SE/KrA/0129A)
43. 1 2  Norra skånska infanteriregementet – Wikipedia
44. ↑  Norra skånska infanteriregementet 1813-1907 (L, M) 62 (1812-1818) Bild 1840 (AID: v731062a.b1840, NAD: SE/KrA/0129A)
45. 1 2 3  Generalmönsterrullor - Norra skånska infanteriregementet (L, M) 650 (1834-1837) Bild 420 (AID: v65347.b420, NAD: SE/KrA/0023)
46. 1 2  Kågeröd (M) HII:10 (1813-1817) Bild 2440 (AID: v806248.b2440, NAD: SE/LLA/13227)
47. 1 2  Norra skånska infanteriregementet 1813-1907 (L, M) 62 (1812-1818) Bild 2830 (AID: v731062a.b2830, NAD: SE/KrA/0129A)
48. 1 2 3  Norra skånska infanteriregementet 1813-1907 (L, M) 62 (1812-1818) Bild 2810 (AID: v731062a.b2810, NAD: SE/KrA/0129A)
49. ↑  Norra skånska infanteriregementet 1813-1907 (L, M) 62 (1812-1818) Bild 2820 (AID: v731062a.b2820, NAD: SE/KrA/0129A)
50. 1 2 3  Norra skånska infanteriregementet 1813-1907 (L, M) 62 (1812-1818) Bild 2790 (AID: v731062a.b2790, NAD: SE/KrA/0129A)
51. ↑  Norra skånska infanteriregementet 1813-1907 (L, M) 62 (1812-1818) Bild 2800 (AID: v731062a.b2800, NAD: SE/KrA/0129A)
52. ↑  Kågeröd (M) HII:10 (1813-1817) Bild 1300 (AID: v806248.b1300, NAD: SE/LLA/13227)
53. ↑  Kågeröds kyrkoarkiv, Inflyttningsattester, SE/LLA/13227/H II/10 (1813-1817), bildid: C0066670_00319
54. ↑  Kågeröds kyrkoarkiv, Inflyttningsattester, SE/LLA/13227/H II/10 (1813-1817), bildid: C0066670_00341
55. 1 2  Generalmönsterrullor - Norra skånska infanteriregementet (L, M) 648 (1818-1823) Bild 164 (AID: v65345.b164, NAD: SE/KrA/0023)
56. ↑  Generalmönsterrullor - Norra skånska infanteriregementet (L, M) 648 (1818-1823) Bild 180 (AID: v65345.b180, NAD: SE/KrA/0023)
57. 1 2 3  ”Svensk historia - Hans Högman”. https://hhogman.se/historia.htm. Läst 30 juli 2025.
58. 1 2  Kvidinge (L) EI:1 (1794-1861) Bild 280 / sid 47 (AID: v100136a.b280.s47, NAD: SE/LLA/13221)
59. ↑  Korpral – Wikipedia
60. ↑  Primärkälla saknas
61. 1 2 3  Kågeröd (M) AI:8 (1830-1836) Bild 1860 / sid 358 (AID: v110866a.b1860.s358, NAD: SE/LLA/13227)
62. ↑  Generalmönsterrullor - Norra skånska infanteriregementet (L, M) 649 (1828-1831) Bild 477 (AID: v65346.b477, NAD: SE/KrA/0023)
63. ↑  Mantalslängder 1642-1820 Malmöhus län 1658-1820 (M) 132 (1817) Bild 4690 / sid 465 (AID: v842515.b4690.s465, NAD: SE/RA/55203/55203.12)
64. ↑  Mantalslängder 1642-1820 Malmöhus län 1658-1820 (M) 135 (1818) Bild 6000 / sid 576 (AID: v842518a.b6000.s576, NAD: SE/RA/55203/55203.12)
65. ↑  Mantalslängder 1642-1820 Malmöhus län 1658-1820 (M) 138 (1819) Bild 4980 / sid 491 (AID: v842521.b4980.s491, NAD: SE/RA/55203/55203.12)
66. ↑  Mantalslängder 1642-1820 Malmöhus län 1658-1820 (M) 141 (1820) Bild 4680 / sid 635 (AID: v842524.b4680.s635, NAD: SE/RA/55203/55203.12)
67. ↑  Kågeröd (M) CI:5 (1812-1843) Bild 108 / sid 205 (AID: v110888.b108.s205, NAD: SE/LLA/13227)
68. ↑  Kågeröd (M) AIIa:10 (1944-1950) Bild 2690 / sid 257 (AID: v361289.b2690.s257, NAD: SE/LLA/13227)
69. ↑  Kågeröd (M) AI:7 (1824-1830) Bild 1790 / sid 328 (AID: v110865a.b1790.s328, NAD: SE/LLA/13227)
70. 1 2  Kågeröd (M) AI:9 (1836-1841) Bild 1870 / sid 179 (AID: v110867a.b1870.s179, NAD: SE/LLA/13227)
71. ↑  Kågeröd (M) AI:9 (1836-1841) Bild 1780 / sid 170 (AID: v110867a.b1780.s170, NAD: SE/LLA/13227)
72. ↑  Kågeröd (M) AI:12 (1851-1855) Bild 1780 / sid 175 (AID: v110870a.b1780.s175, NAD: SE/LLA/13227)
73. ↑  Kågeröd (M) EI:2 (1844-1862) Bild 550 / sid 99 (AID: v110894a.b550.s99, NAD: SE/LLA/13227)
74. 1 2  Riseberga (L) CI:5 (1821-1839) Bild 2290 / sid 449 (AID: v100949a.b2290.s449, NAD: SE/LLA/13313)
75. 1 2  Riseberga (L) AI:9 (1842-1846) Bild 780 / sid 459 (AID: v100919a.b780.s459, NAD: SE/LLA/13313)
76. ↑  Riseberga (L) AI:9 (1842-1846) Bild 780 / sid 459 (AID: v100919a.b780.s459, NAD: SE/LLA/13313)
77. ↑  Riseberga (L) AI:14 (1851-1855) Bild 94 / sid 381 (AID: v100924.b94.s381, NAD: SE/LLA/13313)
78. ↑  Riseberga (L) AI:16 (1856-1861) Bild 94 / sid 390 (AID: v100926.b94.s390, NAD: SE/LLA/13313)
79. ↑  Riseberga (L) AI:16 (1856-1861) Bild 107 / sid 403 (AID: v100926.b107.s403, NAD: SE/LLA/13313)
80. ↑  Riseberga (L) CI:5 (1821-1839) Bild 1390 / sid 269 (AID: v100949a.b1390.s269, NAD: SE/LLA/13313)
81. 1 2  Landskrona stadsförsamling (M) AI:29 (1852-1855) Bild 131 / sid 108 (AID: v108840.b131.s108, NAD: SE/LLA/13241)
82. ↑  Riseberga (L) CI:5 (1821-1839) Bild 1690 / sid 329 (AID: v100949a.b1690.s329, NAD: SE/LLA/13313)
83. ↑  Riseberga (L) CI:5 (1821-1839) Bild 1990 / sid 389 (AID: v100949a.b1990.s389, NAD: SE/LLA/13313)
84. ↑  Riseberga (L) CI:6 (1841-1852) Bild 250 / sid 9 (AID: v100950a.b250.s9, NAD: SE/LLA/13313)
85. ↑  Riseberga (L) CI:6 (1841-1852) Bild 1590 / sid 6 (AID: v100950a.b1590.s6, NAD: SE/LLA/13313)
86. ↑  Riseberga (L) CI:6 (1841-1852) Bild 2270 / sid 1 (AID: v100950a.b2270.s1, NAD: SE/LLA/13313)
87. ↑  Riseberga (L) AI:20 (1866-1870) Bild 157 / sid 495 (AID: v100930.b157.s495, NAD: SE/LLA/13313)
88. 1 2  Riseberga (L) CI:6 (1841-1852) Bild 3350 / sid 17 (AID: v100950a.b3350.s17, NAD: SE/LLA/13313)
89. ↑  Riseberga (L) CI:3 (1795-1820) Bild 970 / sid 94 (AID: v100947a.b970.s94, NAD: SE/LLA/13313)
90. ↑  Riseberga (L) AI:18 (1861-1865) Bild 104 / sid 434 (AID: v100928.b104.s434, NAD: SE/LLA/13313)
91. ↑  Kågeröd (M) AI:15 (1866-1870) Bild 2870 / sid 281 (AID: v110873a.b2870.s281, NAD: SE/LLA/13227)
92. ↑  Kågeröd (M) FI:1 (1862-1894) Bild 730 / sid 68 (AID: v110896a.b730.s68, NAD: SE/LLA/13227)
93. ↑  Riseberga (L) FI:1 (1862-1892) Bild 281 / sid 266 (AID: v100959.b281.s266, NAD: SE/LLA/13313)
94. ↑  Riseberga (L) FI:3 (1895-1931) Bild 1140 / sid 108 (AID: v493518.b1140.s108, NAD: SE/LLA/13313)
95. ↑  Riseberga (L) FI:3 (1895-1931) Bild 2150 / sid 209 (AID: v493518.b2150.s209, NAD: SE/LLA/13313)
96. ↑  Riseberga (L) FI:1 (1862-1892) Bild 233 / sid 226 (AID: v100959.b233.s226, NAD: SE/LLA/13313)
97. ↑  Riseberga (L) FI:3 (1895-1931) Bild 1270 / sid 121 (AID: v493518.b1270.s121, NAD: SE/LLA/13313)
98. ↑  Hishult (L, N) AI:11 (1886-1899) Bild 300 / sid 253 (AID: v92609a.b300.s253, NAD: SE/LLA/13152)
99. ↑  Hishult (L, N) FI:5 (1895-1924) Bild 810 / sid 75 (AID: v339617.b810.s75, NAD: SE/LLA/13152)
100. ↑  Riseberga (L) FI:1 (1862-1892) Bild 148 / sid 144 (AID: v100959.b148.s144, NAD: SE/LLA/13313)
101. ↑  Eneberg, Annika (2008). Sambolagens framväxt, syften, motiv och ideologi. http://lup.lub.lu.se/student-papers/record/1557181. Läst 2 augusti 2025.